# Kogossablogo
Kogossablogo, également orthographié Kogsablogo, est une localité située dans le département de Dargo de la province du Namentenga dans la région Centre-Nord au Burkina Faso.

## Géographie
Kogossablogo se trouve à 12,5 km au nord de Dargo, le chef-lieu du département, et à 40 km au nord-est de Boulsa.

## Éducation et santé
Kogossablogo accueille un centre de santé et de promotion sociale (CSPS) tandis que le centre médical avec antenne chirurgicale (CMA) de la province se trouve à Boulsa.
Le village possède une école primaire publique.